# 奈々子 (モデル)
奈々子（ななこ、5月2日 - ）は、日本のファッションモデル・タレントの他、プロデュース業でも幅広く活躍している。
現行のブログは、LINE BLOG(2015/8まではアメーバブログ)である。以前利用していた「GREE芸能人ブログ」のアクセスランキングでは、2位となったことがある。

## 略歴
- 2007年、小悪魔agehaのモデル、名古屋の姫系ブランド「ラパフェ」のイメージモデルを務めカリスマモデルとして活動。
- 2008年、「ラパフェ」の姉妹ブランド「ナナチミ」を立ち上げ、名古屋市中区栄NOVAビルにオープン。ブランドプロデューサーとなる。
- 2008年、テレビ愛知「ボニータ!ボニータ!! 〜名古屋ガールズコレクション〜」にボニータガールとしてレギュラー出演。
- 2009年7月、ボニータ!ボニータ!! 〜名古屋ガールズコレクション〜」とのコラボレーションでセシルマクビーから、デザイン等プロデュースした商品を販売。
- 2009年10月、ローソンとのコラボレーションで、自身の愛犬であるトイプードル（コムギーニ）をモデルにした「紅茶ティラミス」、大好物と公表している「さつまいものモンブラン」を愛知・岐阜・三重のローソンで発売。
- 2010年1月、ボニータ!ボニータ!! 〜名古屋ガールズコレクション〜」とのコラボレーションでセシルマクビーから、デザイン等プロデュースした福袋を販売。
- 2010年3月、サマンサタバサとのコラボレーションで、デザイン等プロデュースしたBAGを販売。
- 2010年11月、ピースがMCを務める（名古屋テレビ）「めチャれんじゃ→」のレギュラー出演がスタート。
- 2011年1月、インスタントジョンソンがMCに代わり、（名古屋テレビ）「めチャぶり」へおかもとまり・トップリードと共に引き続きレギュラー出演。
- 2011年2月、青柳ういろうと「東京ガールズコレクションin名古屋」のコラボレーションで、「おいも味ういろう」をプロデュース。会場のナゴヤドームにて販売したところ、販売開始から2時間で600個が完売した。同日に専門店でも販売されたが、こちらも即日200個が完売した。
- 2011年2月、トヨタとのコラボレーションで、世界で一台の「デコレーションヴィッツ」のデザイン監修を務める。
- 2012年6月、サンリオのメインキャラクター「ハローキティ」とのコラボレーションでバッグをデザイン。自身のブランドであるマドモアゼルナナコのロゴをモチーフにしたデザインで、ネット限定で販売。
- 2012年7月、リーダーとして活動していたアイドルグループ名古屋KARAより、名古屋color名義でCDデビュー。
- 2012年12月、ZIP-FMにてラジオ番組「HONEY ROOTS」がスタート。MEGURU・カルテット (ユニット)のNAL.と共にナビゲーターを務める。

### オリジナルブランド
- 無添加・自然派の基礎化粧品『Mademoiselle Nanako』(マドモアゼルナナコ)
- ジュエリーブランド「Mademoiselle N°75 Jewelry」

## 人物
- 趣味はゴルフ、日本舞踊、ハープ、乗馬。
- 特技はクラシックバレエ、フラワーアレンジメント
- さつまいもが大好きで、自身のさつまいも畑を所有している。
- 将来の夢はさつまいも親善大使になる事。(ボニータ!ボニータ!! 〜名古屋ガールズコレクション〜番組内「奈々子をもっと知りたいにゃん」の特集より）
- 愛車はメルセデス・ベンツ。(小悪魔ageha掲載)
- ハーブティーアドバイザーを取得している。
- 「ハングル」能力検定試験を取得している。
- 乗馬ライセンスを取得している。

## 出演

### テレビ番組
- ボニータ!ボニータ!! 〜名古屋ガールズコレクション〜（2008年、テレビ愛知） - レギュラー（ボニータガール）
- 明日使える心理学!テッパンノート（毎日放送・TBS系）
- どですか!（名古屋テレビ）
- ハヤルンダモン宮殿（テレビ愛知）
- 東京カワイイ★TV（NHK総合）
- めチャれんじゃ→（名古屋テレビ）- レギュラー
- めャぶり（名古屋テレビ）- レギュラー
- スター☆ドラフト会議(日本テレビ)
- ZIP!(日本テレビ)
- ぷれサタ!(東海テレビ)
- 我が家の妄想ライセンス(名古屋テレビ放送)
- なるほどプレゼンター!花咲かタイムズ(CBCテレビ)
- ステキ+Life(J:COM)

### イベント
- 東京ガールズコレクション

### CM
- 愛LOVE不動産 初代
- クラシエシャンプー「いち髪」
- ローソンコラボスイーツ
- ジュピター宝飾
- イオン (企業)

### 雑誌
- JJ (雑誌) - 光文社
- 小悪魔ageha- インフォレスト
- 姉ageha- インフォレスト
- andGIRL- エムオン・エンタテインメント
- 東海スパイガール
- Cheek
- ポップティーン

### スチール
- カラーコンタクト「ラブカラー」イメージモデル
- 韓国コスメ「Lioele（リオエリ）」イメージモデル
- ヘアサロン「B's（ビーズ）」イメージモデル

### その他
- 朝日新聞
- 中日スポーツ
- 名駅経済新聞
- 中日新聞
- 週刊現代